# Georg Carl Friedrich Kunowski

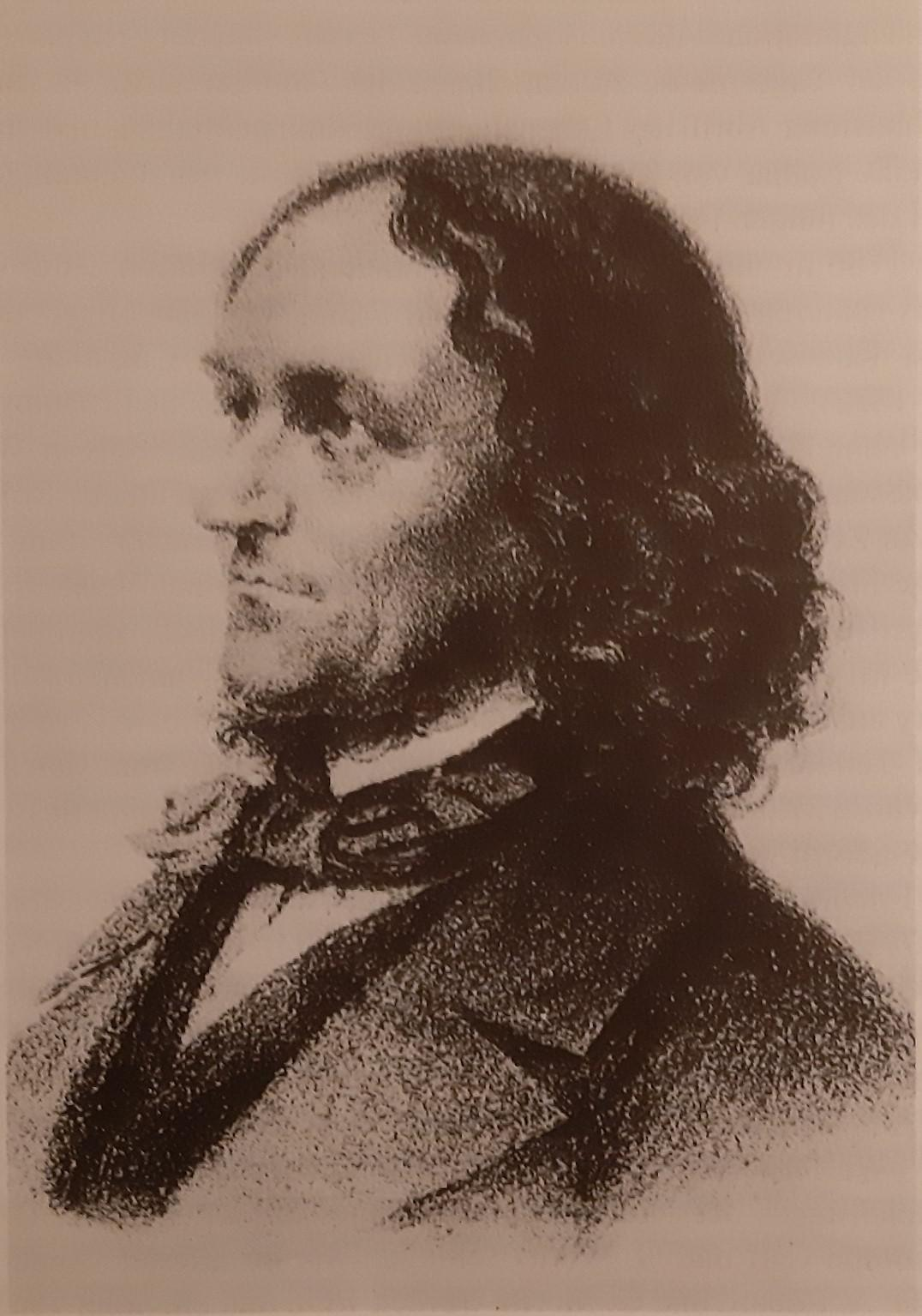
Georg Carl Friedrich Kunowski um 1840

Georg Carl Friedrich Kunowski (* 3. März 1786 in Beuthen; † 23. Dezember 1846 in Kohlfurt) war Justizkommissionsrat und Standesreformer, Brückenbauer, Topograph und Geologe, Astronom, Theatersyndikus in Berlin sowie Eisenbahnsyndikus.

## Familie
Georg Carl Friedrich war ein Sohn des evangelischen Pastors Primarius George August Kunowski und dessen Ehefrau Johanna Christiane Charlotte, geborene Henrici. Er hatte insgesamt neun Geschwister, darunter Georg August Eduard (1795–1870), und Georg Moritz (1802–1866). Mit seiner Frau hatte er sechs Kinder.

## Ausbildung
Kunowski besuchte das Gymnasium in Schweidnitz, wo sein Vater Georg August die Stellung eines königlichen Kreisinspektors innehatte. Am 11. Mai 1803 begann er das Studium, wie schon sein Vater, an der Universität Halle an der juristischen Fakultät. Friedrich musste aber schon nach eineinhalbjährigem Studium im Oktober 1806 die Universität verlassen, nachdem Napoléon dieselbe nach einem Schusswechsel mit Studenten auflöste. Er ging zunächst nach Schweidnitz zurück und erlebte dort in seinem Vaterhaus die Belagerung und Übergabe der Festung Schweidnitz durch die nachgerückten Franzosen. Er ging im Jahre 1807 nach Berlin und lebte dort vorübergehend bei seinem Onkel Georg Friedrich Kunowski, Kriegsrat und Expedient im preußischen Justizministerium, der seine Studien bis zu ihrem Abschluss förderte. Friedrich absolvierte dort kurz nacheinander die beiden ersten juristischen Examen.

## Privatleben
Kunowski hatte sich während dieser Zeit in Luise Leopoldine Eleonore, die Tochter seines Onkels verliebt. Sie heirateten am 12. August 1812 und lebten danach gemeinsam in Lewin in der Grafschaft Glatz.

## Berufliche Entwicklung

### Justizrat
Im Jahre 1809 wurde Kunowski als Assessor beim Stadtgericht zu Schweidnitz eingestellt. Nach bestandenem dritten Examen 1811 wechselte er als Assessor an das Oberlandesgericht in Glogau, das für das westliche Niederschlesien zuständig war, angestellt. Am 19. Februar 1813 wurde der Sitz des Gerichts nach Liegnitz verlegt, kurz vor dem Ausbruch der Befreiungskriege.
1814 erhielt Friedrich eine Anstellung in Berlin, wohl auf Veranlassung seines Onkels. Aus Berlin verlautete am 23. Juli folgendes: Der bisherige Oberlandes-Gerichts-Assessor Georg Carl Friedrich Kunowski zu Liegnitz ist als Justiz-Kommissarius und Notarius Publicus bei dem königlichen Kammergericht angestellt worden.
Am 26. Juni 1819 wurde Friedrich als einer von fünf zum Anwalt am Revisions- und Kassationshof für die Rheinprovinzen in Berlin zugelassen. Der in der Klosterstraße 76 angesiedelte Kassationshof entschied in dritter und letzter Instanz über die Bestätigung oder Aufhebung von Urteilen. Am 11. Februar 1823 wurde er zum Justizkommissionsrat ernannt und hat danach bis 1834 seinen Tätigkeitsschwerpunkt vom Kammergericht zum Berliner Stadtgericht verlegt.
Neben seiner richterlichen Tätigkeit war er als Advokat in zahlreiche wichtige Zivilprozesse eingebunden, wie beispielsweise
- die Testamentsvollziehung und die damit verbundene Vormundschaft über den Prinzen Adolph zu Hohenlohe,
- die Testamentsvollziehung des Reichskanzlers Fürst Hardenberg;
- die Wiederaufnahme und Einleitung des historisch gewordenen Prozesses der Familie von Schwerin gegen die preußische Regierung wegen der Herausgabe der Festung Spantekow in Pommern, der Abschluss eines Vertrages hierüber mit dem Staate und eines Vergleichs der Familienglieder unter sich,
- die Gründung einiger großer Hüttenwerke in Schlesien, namentlich der Laura-Hütte und der Hütten derer von Winckler,
- der Prozess des Bankiers Wilhelm Christian Benecke von Gröditzberg (1779–1860),
- die Unterhandlungen der Gläubiger des vormaligen Königreichs Westphalen mit den Regierungen von Preußen und Hannover
- der Prozess Arthur Schopenhauer gegen Marquet

### Juristischer Standesreformer
Kunowski hat sich mit seinen Kollegen vom Jahre 1841 an engagiert um die Stärkung des Rechtsanwaltsstandes bemüht, insbesondere hinsichtlich einer adäquaten Ausbildung und Berufspraxis, die bis dahin in der „Allgemeinen Gerichtsordnung vom 6. Juli 1793“ geregelt war.
Die standesrechtlichen Verbesserungen, die im Rahmen eines angeforderten umfangreichen Gutachtens gegenüber dem Minister des Königs im Dezember 1841 im Einzelnen eingefordert wurden, beschreiben den bestehenden Missstand, auf einen kurzen Nenner gebracht:
1. „dass wir Richter (aus-)bilden, aber keine Advokaten“
2. „dass der beste Richter selten ein guter Advokat ist“.

Die Verbesserungsvorschläge wurden erst nach dem Tod von Kunowski 1846 zumindest teilweise durch die erlassene „Verordnung über die Bildung eines Ehrenraths unter den Justizkommissarien, Advokaten und Notaren“ vom 30. April 1847 umgesetzt. In vollem Umfang wurde die vorgeschlagenen standesrechtlichen Verbesserungen der Advokaten schließlich durch die am 1. Juli 1878 eingeführte Rechtsanwaltsordnung auf Reichsebene eingeführt. Für seine Verdienste im Zusammenhang mit den Vorschlägen zur Standesrechtsreform, niedergelegt im „Dezember-Gutachten“ von 1841, erhielt Kunowski vom König den Roten Adlerorden III. Klasse mit Schleife.

## Kunowski-Brücke
Während seiner anwaltlichen Tätigkeit hatte er seinen Dienstsitz in Berlin in der Rochstraße 1, den er 1829 bezogen hatte. Dazu gehörte auch das Haus im Süden Ecke Neue Friedrichstraße 34 (ab 1951 Littenstraße). An dem Haus Rochstraße war eine Zeit lang auch der Pächter und Architekt Johann Albert Roch (* 1786 in Breslau; † 11. September 1853, Ort unbekannt), beteiligt. Roch baute 1825 im Auftrag von Friedrich aus privaten Mitteln die Straße. Dazu wurde eine gusseiserne Gewölbebrücke über den Königsgraben im Verlauf der Rochstraße an der Einmündung in die heutige Dircksenstraße errichtet. Sie stellte als Nord-Südpassage die Verbindung zum Stadtgebiet her. Bei ihrer Fertigstellung am 8. Mai 1825 erhielt sie den Namen Kunowski-Brücke, wurde später auch als Rochbrücke bezeichnet. Mit der Errichtung war den Erbauern ein Recht für achtzig Jahre eingeräumt worden, ein Brückengeld für Wagen und Personen zu erheben. Sie gehörte damit zu den sogenannten Sechserbrücken in Berlin. Die entsprechenden Münzen werden noch heute im antiquarischen Handel angeboten. – 1883 erwarb die Stadt Berlin die Brücke von den Erben Kunowskis und zum 1. Januar 1884 wurde der Brückenzoll aufgehoben.
Im Zuge des Baus der Stadtbahn wurde der Königsgraben zugeschüttet und die Brücke dabei beseitigt.

## Topograph und Geologe
Schon in seiner Jugend hatte sich Georg Carl Friedrich Kunowski für Naturwissenschaften, insbesondere Geologie und Astrologie, interessiert und besuchte an der Universität Halle zusätzliche Vorlesungen zur Geologie (damals: Geognosie) des Naturforschers Steffens. Hier lernte er an der juristischen Fakultät seinen Kommilitonen, den späteren Geologen und Historiker Karl Georg von Raumer (1783–1865) kennen, der ihn zu eigener Forschungsarbeit auf dem Gebiet der Genealogie und Mineralogie in der Provinz Schlesien ermutigte. Im Rahmen seiner Forschungen sammelte er Mineralien auf Wanderungen in den Sudeten, dem schlesischen Mittelgebirge und dem Berg Zubten in der Nähe seiner Heimatstadt Schweidnitz.
Mit dem Herausgeber Karl Konrad Streit (1757–1826) kam er überein, die Ergebnisse seiner Forschungsarbeit fortlaufend zwischen 1810 und 1813 in den Schlesischen Provinzialblättern am Ende in einer Gesamtstärke von 113 Seiten zu veröffentlichen.
Karl Georg von Raumer benutzte die Erkenntnisse über die von ihm gesammelten Mineralien in einer geographischen Beschreibung von Schlesien.
Später schenkte Kunowski dem Gymnasium Schweidnitz seine umfangreiche Mineraliensammlung.

## Astronom
Durch seinen beruflichen Wechsel nach Berlin im Jahre 1814 waren die Möglichkeiten der geologischen Forschung in den Sudeten stark eingeschränkt. Trotz der beruflichen Herausforderung in seiner neuen Position als Richter und Notar sowie den familiären Verpflichtungen einer inzwischen fünfköpfigen Familie begann er sich den Jugendtraum einer astronomischen Betätigung zu erfüllen.
Er stand in gutem Einvernehmen mit dem Direktor der Königlichen Sternwarte in Berlin, Johann Elert Bode (1747–1826), der seine astronomischen Vorstellungen wesentlich prägte und beeinflusste und ihn indirekt zur Anschaffung eines sehr effektiven Fernrohrs bei Fraunhofer in München veranlasste, das Bode bereits fünf Jahre zuvor im Jahre 1815 angeboten worden war. Das Fernrohr besaß ein achromatisches Fernrohr mit 52 Pariser Linien Öffnung nebst Zubehör, 72 Zoll Brennweite (6 Fuß) und einem Kometenokular mit 34-facher Vergrößerung und wurde im November 1820 im Privathaus von Kunowski in der Friedrichstraße 28 aufgestellt.
Kunowskis Fernrohr lieferte bessere Ergebnisse, also schärfere Bilder etwa vom Mond, Mars oder den Kometen, als dies in der Sternwarte möglich war. Bode suchte daher vermehrt die Kunowski’sche Sternwarte auf, um seine Beobachtungen zu realisieren. Zwischen beiden Männern entwickelte sich eine Freundschaft. 1821 bezeichnete Bode Kunowski als seinen Freund.
Die bisherigen Bilder bzw. Zeichnungen von der Mondoberfläche wurden von Johann Hieronymus Schroeter Ende des 18. Jahrhunderts in seinem Observatorium in Lilienthal bei Bremen mit Hilfe von Linsen, die Joseph Fraunhofer geliefert hatte, angefertigt. Kunowski hatte zunächst vor, diese Bilder zu vervollständigen und die noch nicht gezeichneten Gegenden zu ergänzen. Das aber, so schreibt Kunowski, kommt einer herkulischen Arbeit gleich, da mir die optische Schärfe und Lichtstärke meines Fernrohrs so ganz eigentlich unzählbare Gegenstände, die Schroeter weder beschrieben noch gezeichnet hat, darbietet, dass mir sehr oft zum Zeichnen und Nachtragen der Mut (und vermutlich die Zeit als Hobbyastronom) fehlt.

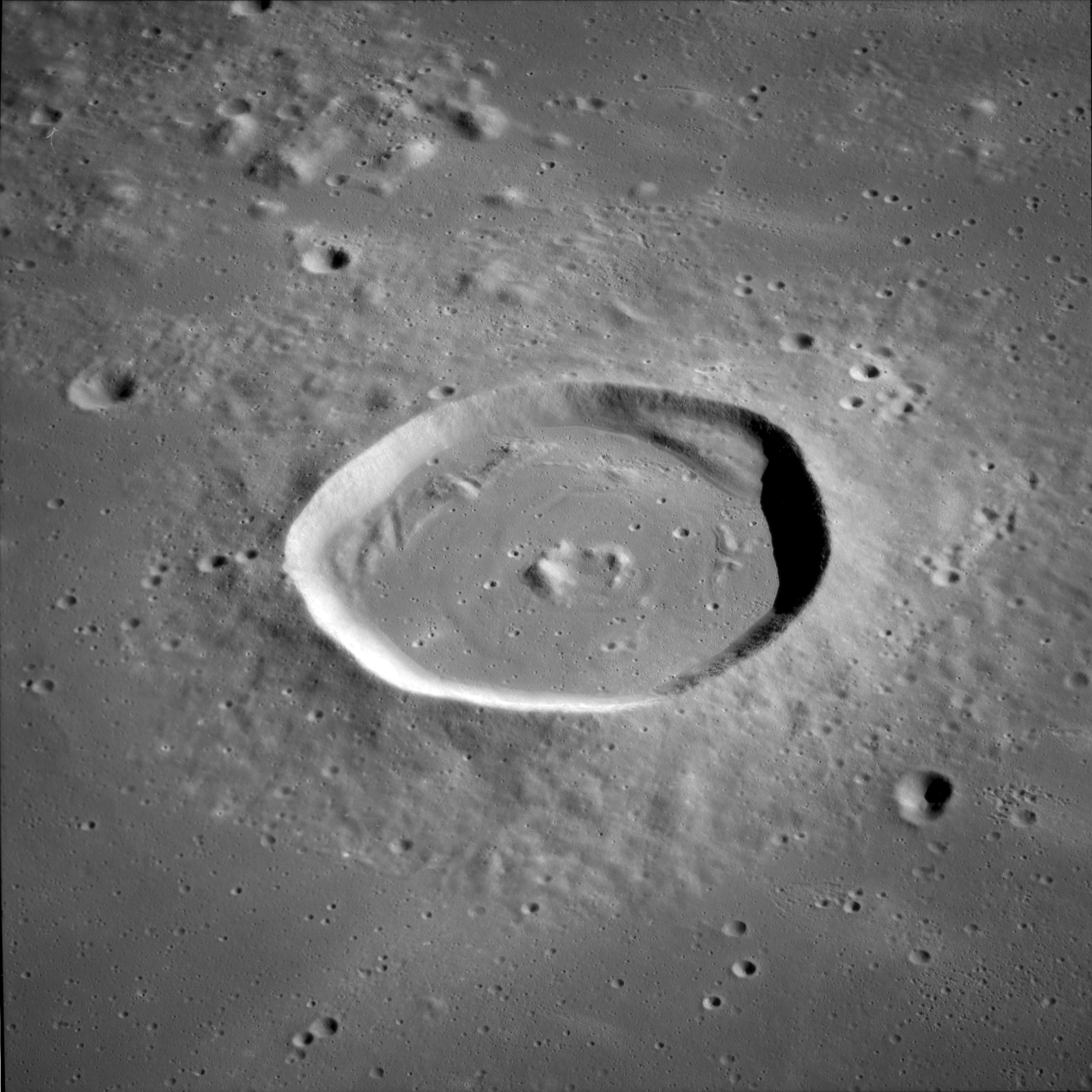
Mondkrater Kunowsky, aufgenommen von Apollo 12

Die Ergebnisse der Beobachtungen Kunowskis hat Bode in dem von ihm herausgegebenen Jahrbuch für Astronomie veröffentlicht. Hierzu gehört unter anderem die Entdeckung verschiedener Mondkrater, von denen der Krater Kunowsky ihm zu Ehren seinen Namen trägt. Neben den Erkenntnissen über die Oberfläche des Mondes sind wichtige Entdeckungen auch auf den Planeten gemacht worden. Georg Carl Friedrich gehörte zu den ersten, die mit dem Fraunhofer-Fernrohr Einzelheiten in der gebotenen Schärfe erkennen konnten. Die bisher als Wolken beschriebenen veränderlichen dunklen Flecken des Mars hat er mit Hilfe des Fernrohrs innerhalb einer Beobachtungsperiode von vier Monaten als unveränderliche Marsflecken bestimmt, die kennzeichnend für die typischen dunklen Strukturen an der Äquatorzone sind. Anhand dessen konnte er die Rotationszeit des Mars erstmals mit hoher Präzision ermitteln, wobei der von ihm festgestellte Wert nur um 43 Sekunden von dem tatsächlichen Wert abweicht.
Er hat vom Mars die in der Literatur bekannten Zeichnungen angefertigt, aber auf Grund vieler beruflicher und privater Verpflichtungen aus Zeitgründen seine Beobachtungen wie auch die des Mondes nicht kartographisch festgehalten. Hierum haben sich schließlich die Berliner Astronomen Johann Heinrich Mädler (1794–1870) und Wilhelm Beer (1797–1850) bemüht, die 1831 die erste Marskarte veröffentlichten und dabei die Erkenntnisse Kunowskis über die Unveränderlichkeit der Marsflecke bestätigten. 1837 folgte die erste nach den neuen Erkenntnissen entwickelte Mondkarte.
Mit Wilhelm Beer verband Kunowski ein enges fachliches und gutes privates Verhältnis. Kunowski hatte sein Interesse an der Astronomie geweckt. Für seine späteren Forschungen hatte Beer in seiner Villa im Tiergarten eine eigene Sternwarte eingerichtet. Beide waren darüber hinaus (siehe Abschnitt: Syndikus Königsstädtisches Theater Berlin) als Teilhaber in der Direktion des Königstädtischen Theaters tätig und wirkten später zugleich als Syndikus in verschiedenen Berliner Bahngesellschaften.

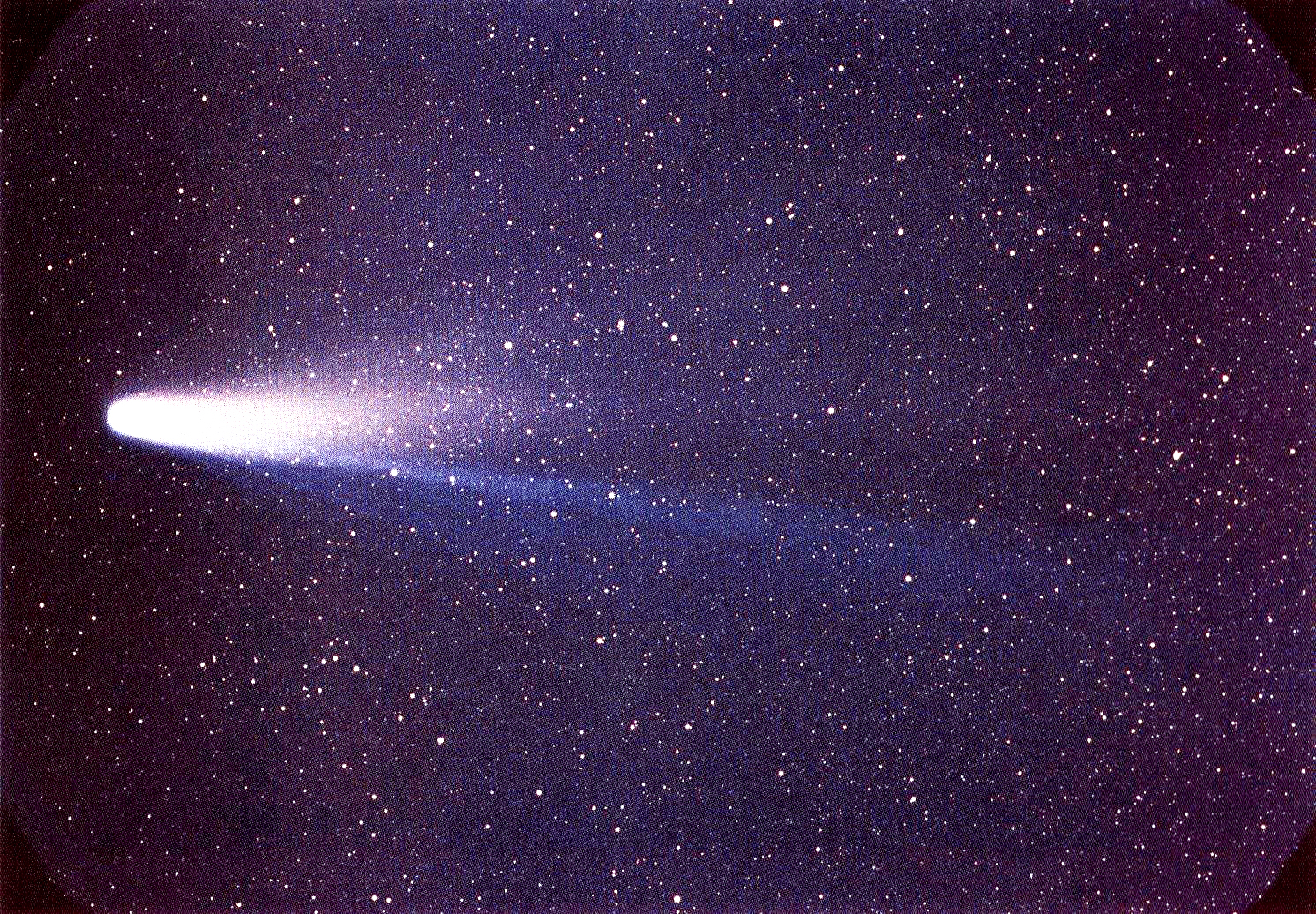
Halleyscher Komet

Neben dem Planeten Mars richtete sich Kunowskis Interesse auf die Beobachtung von Kometen, die zugleich einen Schwerpunkt seiner astronomischen Betätigung bildete. Er war neben den Astronomen Johann Franz Encke (1791–1865), Gauß und Olbers mit der Bestimmung von Kometenbahnen befasst. Im Astronomischen Jahrbuch 1826 berichtete Bode, dass er nach vergeblicher Suche des nach Encke benannten Kometen am 14. September 1822 die genaue Position und den Bahnverlauf von Kunowski mitgeteilt bekommen habe. Encke folgte nach dem Tod von Bode 1826 als Direktor der Berliner Sternwarte. Teilweise mit Encke gemeinsam hat Kunowski mit dem Fraunhofer-Fernrohr, das technisch der Ausstattung der Sternwarte zum Teil überlegen war, in seinem Privathaus aufsehenerregende Beobachtungen gemacht. In den Astronomischen Nachrichten wird berichtet, dass beide den Enckeschen Kometen bereits am 7. Oktober 1828 gesehen haben. Ferner berichtete Encke, dass der Halleyscher Komet Kunowski mit seinem vortrefflichen Fernrohr in der Nacht vom 21. auf den 22. August 1835 nach 76-jähriger Wiederkehr überraschend früh, zunächst als schwachen Nebelfleck, wiederentdeckt wurde. Er war im Kometensucher der Sternwarte noch nicht zu erkennen. Einen Tag später bemerkten ihn die Herren Beer und Mädler in ihrem Fernrohr. Die größte Erdnähe hatte der Komet am 16. November 1835, danach wieder am 20. April 1910 und 9. Februar 1986.
Beruflich bedingt schränkte Kunowski seine astronomischen Forschungen in der Folgezeit aufgrund von richterlichen und insbesondere anwaltlichen Verpflichtungen in bedeutenden Prozessen stärker ein. Hinzu kam ein weiteres Betätigungsfeld, das ihn mehr als ein Jahrzehnt lang intensiv in Anspruch nahm.

## Syndikus Königsstädtisches Theater Berlin

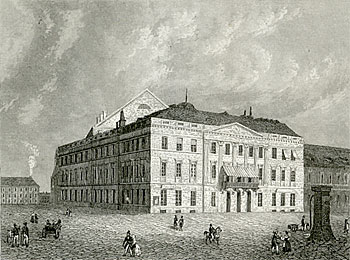
Das Königsstädtische Theater

Neben den beiden bestehenden Hofbühnen sollte in Berlin ein drittes Theater entstehen, das nach dem Vorbild des 1781 gegründeten Wiener Vorstadttheaters in der Leopoldstadt konzipiert und mit privaten Mitteln finanziert werden sollte. Für die Gründung eines solchen Theaters behielt sich der preußische Hof das Recht der Konzessionserteilung vor. Dahinter stand, dass man in Berlin ängstlich darauf bedacht war, dass sich das neue Volkstheater der Konzession entsprechend aus dem Repertoire der beiden königlichen Bühnen heraushält.
Am 13. Mai 1822 wurde die Entscheidung zur Errichtung des Königsstädtischen Theaters am Alexanderplatz durch Kabinettsorder von Friedrich Wilhelm III. verkündet. Die Konzession erhielt der bis dahin in Berlin unbekannte Karl Friedrich Cerf, dem damit die Verantwortung für den Aufbau und die Organisation dieses Theaters übertragen wurde. Dieser schaltete den pensionierten Schauspieler Heinrich Eduard Bethmann (1774–1857) in seine Bemühungen ein, geeignete Persönlichkeiten für das Theaterprojekt zu finden. Bethmann gewann Georg Carl Friedrich Kunowski für dieses Projekt.
Zur Errichtung des Theaters war die Gründung eines Actienvereins vorgesehen, über den zunächst die erforderlichen Mittel für die Finanzierung und die Unterhaltung des Theaters beschafft werden sollten. Hierfür gewannen Bethmann und Kunowski eine Reihe von geachteten und begüterten Berliner Bürgern. Am 23. September 1822 wurde das Theater gegründet, am 13. Dezember 1822 wurden die Statuten des Actienvereins in Form des sog. Grundvertrags beschlossen.
Der preußische Hof stimmte dem Finanzierungskonzept zu, nach dem durch die Ausgabe von 400 Aktien insgesamt 120000 Taler für den Bau des Theaters bereitgestellt werden sollten. Innerhalb weniger Monate wurde die Summe beschafft. Kunowski selbst hatte einen Anteil von 6.000 Thalern übernommen. Der Auftrag für den Bau des Theaters wurde Carl Theodor Ottmer (1800–1843) erteilt, einem Schüler des bekannten Berliner Architekten Carl Friedrich Schinkel (1781–1841).
Einschließlich der beiden Initiatoren Bethmann und Kunowski wurde in der Generalversammlung vom 23. September 1822 ein siebenköpfiges Direktorium für die Führung der Geschäfte gewählt. Bethmann übernahm die spezielle Leitung der Theaterverwaltung, der Justizkommissar Kunowski wurde mit der „Direction des Bureau Geschäfts“ und der Führung des Syndikats der Gesellschaft betraut. Er war verantwortlich für die Unterrichtung der Öffentlichkeit, die Führung des Korrespondenz, alle Rechtsgeschäfte, die Handhabung der Disziplin und die Prüfung neuer Stücke im Abgleich mit der Konzession. Neben Bethmann und Kunowski gehörten dem Gremium fünf Mitglieder an, und zwar die Bankiers Jakob Herz Beer bzw. nach dessen Tod Kunowskis guter Bekannter Wilhelm Beer (1797–1850), Wilhelm Christian Benecke von Gröditzberg (1779–1860), Joseph Maximilian Fränckel (1788–1857), Alexander Mendelssohn (1798–1871) und Johann David Müller. Im April 1824 schied Bethmann wegen Meinungsverschiedenheiten vor allem mit Kunowski wenige Monate vor der Eröffnung aus dem Direktorium aus. Danach übernahm Kunowski vorübergehend seine Ämter und hatte damit die Gesamtleitung des Unternehmens inne. Gleichzeitig fiel ihm die Rolle Theaterzensors zu, eine Ämterhäufung, die für Private Bühnen ungewöhnlich war. Seitdem wurde vermutet, dass er möglicherweise im Auftrag des Fürsten von Wittgenstein, des für Theaterfragen zuständigen preußischen Ministers gehandelt habe, was jedoch jeder Grundlage entbehrte.
Zur Mitte des Jahres 1824 wurde der Theaterbau fertiggestellt. Die Eröffnungsveranstaltung fand am 4. August 1824 in Anwesenheit des Königs und seiner Familie statt. Die Erwartungen waren überaus hoch, der Andrang riesig, schrieb Karoline Bauer in ihren Erinnerungen. Sie selbst hielt die Eröffnungsrede anlässlich dieses Ereignisses und erhielt hierfür uneingeschränkten Beifall.
Die Eröffnungsstücke weckten beim Publikum Begeisterung.
Die erste Spielzeit war geprägt durch beliebte Stücke aus den Befreiungskriegen und alte bekannte Possen. Auf dem Spielplan standen etwa „Minna von Barnhelm“, „Doktor und Apotheker“ von Carl Ditters von Dittersdorf. Als erfolgreiche Stückedichter wurden Louis Angely und Karl von Holtei (1798–1880) für das Theater gewonnen. Holtei (mit der Posse „Ein Trauerspiel in Berlin“), bereits seit 1823 am Theater erfolgreich als Stückeschreiber erfolgreich tätig, nahm im Jahre 1825 das ihm von „seinem Gönner“ Kunowski unterbreitete Angebot zur Übernahme der Position des Theaterdirektors und -dichters trotz mehrerer Konkurrenzofferten an, was zumindest innerhalb der ersten drei Jahre seiner Aktivitäten sicher zum Wohle des Theaters gereichte.
Im Laufe der Zeit wirkten sich jedoch die durch die Konzession auferlegten Beschränkungen der künstlerischen Betätigung des Königsstädtischen Theaters auf die Motivation, die Stimmung in der Theaterleitung und den Geschäftserfolg zunehmend negativ aus. Hinzu traten ständige Auseinandersetzungen mit dem Carl Graf von Brühl, der als Generalintendant der königlichen Bühnen akribisch darüber wachte, dass das Königsstädtische Theater sich eng in den Grenzen der zugeteilten Theaterkonzession bewegte und nicht in das Repertoire der beiden Königlichen Schauspielhäuser eingriff. Alle Versuche, mit dem König eine Erweiterung des künstlerischen Freiraums auszudehnen, wurden abgelehnt. In dieser Situation versuchte man, kompetenten externen Rat einzuholen. So bat Georg Carl Friedrich Kunowski am 12. März 1827 Johann Wolfgang von Goethe wie folgt um eine Präzisierung des Gattungsbegriffes opera buffa: „Das Königstädtische Theater ist durch die vom König ihm erteilte Konzession beschränkt und angewiesen auf das kleine Schauspiel und Lustspiel, die Posse und Parodie, auf das Melodram, das kleinere Singspiel insofern es zur opera buffa gehört.“ Goethe kannte Kunowski vor allem durch seine eindrucksvollen Forschungsergebnisse in der Astronomie. Ferner war Goethe informiert über das Bauvorhaben Königsstädtisches Theater, was ihn im Detail interessierte. Er kannte auch Kunowskis Veröffentlichung Die Verwaltung des Königsstädtischen Theaters, Berlin 1826, auf die Goethe in seiner Antwort vom 28. April 1827 auch einging. Da Goethe mit Graf Brühl gut bekannt war, bat er Kunowski um Verständnis dafür, dass er sich in die Theaterstreitigkeit nicht einmischen wolle.
Im Übrigen war er an dem Bau des Königsstädtischen Theaters interessiert, weil das Theater in Weimar kurz zuvor 1825 einen Brand erlebt hatte und erneuert werden musste.
In dieser schwierigen Situation, in der sich das Königsstädter Theater zu dieser Zeit befand, brachte ein glücklicher Umstand zumindest vorübergehend Entspannung: In Wien wurde die Italienische Oper, eine der Vorstadtbühnen, aus finanziellen Gründen geschlossen. Kunowski erfuhr, dass die hier tätigen Künstler ihre Anstellung verloren hatten, unter ihnen die bekannte junge Sängerin Henriette Sontag (1803–1854). Kunowski machte sich selbst auf die Reise, und es gelang ihm sie mitsamt ihrer Mutter und Schwester während einer Theater-Tournée in Deutschland für das Königsstädtische Theater zu gewinnen und unter Vertrag zu nehmen. Sie trat zum ersten Male am 3. August 1825 in Berlin auf und löste Begeisterungsstürme aus. Ihr sängerisches Talent sorgte zwei Jahre lang für ausverkaufte Veranstaltungen. Schon lange erwartet, kam sie am 4. September 1826 auch nach Weimar und besuchte dort Goethe: „Demoiselle Sontag sang unvergleichlich“, notierte Goethe in sein Tagebuch.
Nach der anfänglichen Sontag-Euphorie wurden die Probleme der Themenbeschränkung wieder sichtbar. Kunowski wies frühzeitig darauf hin, dass ein Verlust von Henriette Sontag wegen der bekannten Querelen die Entwicklung des Theaters massiv benachteiligen würde. Der König blieb, vertreten durch den Grafen Brühl bei seiner ablehnenden Haltung, das Repertoire des Theaters weiter zu öffnen für Stücke, die der königlichen Bühne vorbehalten blieben. Den bevorstehenden Bankrott, der nach dem Abgang von Sontag unvermeidlich schien, nahm Friedrich Wilhelm III. von Preußen offenbar in Kauf. Henriette Sontag gab schließlich auf. Sie verabschiedete sich 1827 nach zwei Jahren vom Ensemble und dem Berliner Publikum.
Am 14. Mai erklären die Aktionäre die Auflösung des Vereins. Sie erfolgte faktisch am 19. Oktober 1829. In einer Veröffentlichung von 1830 „Circulare an die Herren Actionaire“ berichtet Kunowski über die Auflösungsverhandlungen zwischen dem Theater-Direktorium, vertreten durch Cerf, und den Aktionären des Theaters, die er anwaltlich vertrat vor dem Stadtgericht Berlin, die vom Mai 1829 bis zum Oktober 1830 andauerten. Offenbar schon vor den Bankrott war Carl Friedrich Cerf wieder als Strohmann aufgebaut worden, um die Anteile mit finanziellen Mitteln des Königs zurückzuerwerben. Cerf wurde danach vom König aus bisher nicht nachvollziehbaren Gründen mit dem gesamten Aktienkapital ausgestattet und als Verwalter des Theaters mit einer lebenslangen Rente eingesetzt. Er starb 1845. 1851 verfügte König Friedrich Wilhelm IV. von Preußen die Schließung des Theaters.

## Syndikus Berlin-Hamburger Eisenbahn

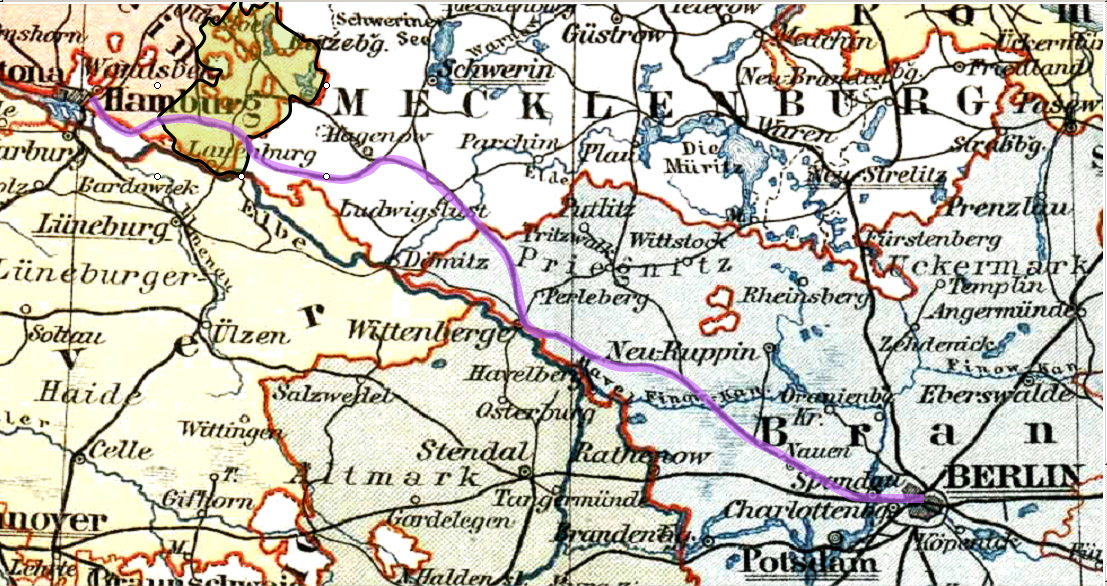
Streckenführung der Berlin-Hamburger Bahn

Neben seiner Vorliebe für die Astronomie und seinem Engagement beim Königsstädter Theater verband Kunowski mit Wilhelm Beer das gemeinsame Interesse an infrastrukturellen Fragen, konkret einem funktionsfähigen Eisenbahnnetz, das in Preußen im Aufbau war. Beer war als Syndikus an Eisenbahngesellschaften beteiligt, die die Verbindung zwischen Berlin und Breslau, Magdeburg und Anhalt unterhielten.
Georg Carl Friedrich Kunowski trat 1840 an die Spitze eines Eisenbahnprojekts, das eine schnelle Verbindung zwischen Berlin und Hamburg (Berlin-Hamburger Bahn) zum Ziel hatte und vor allem von führenden Handelshäusern in Berlin favorisiert wurde. Hierfür war eine Trasse rechts der Elbe bestens geeignet, die sich letztlich auch unter militärischen Aspekten besser als die dichter besiedelte linke Seite eignete. Nach längerem Tauziehen, ob rechts oder links der Elbe, gab der König dem für die Durchführung des Projekts verantwortlichen Komitee seine Zustimmung zu dem geplanten Vorhaben rechts der Elbe.
Schließlich trat die „Generalversammlung zur Constituierung der Berlin-Hamburger Eisenbahngesellschaft“ in Schwerin zusammen und beschloss unter Federführung von Georg Carl Friedrich Kunowski die Statuten der Gesellschaft. Die Eisenbahntrasse war 1844 in ihrem Verlauf rechtsverbindlich definiert. Die preußische Regierung erteilte am 28. Februar 1845 die Genehmigung für den Bau, der danach unmittelbar in Angriff genommen wurde. Es wurden Teilstrecken eröffnet, zwischen Berlin und Boizenburg/Elbe. Die gesamte Strecke war am 15. Dezember 1846 fertiggestellt.
Kurz zuvor war die Verbindung zwischen Berlin und Breslau in Betrieb genommen worden, ein Projekt, bei dem sein alter Bekannter Wilhelm Beer den stellvertretenden Vorsitz hatte. Auf seinem Wege in die Lausitz zusammen mit seiner 19-jährigen Tochter Charlotte Wilhelmine Emma entschied sich Kunowski für die Beförderung mit diesem Transportmittel. Auf der Strecke nördlich von Kohlfurt löste sich Hinterachse des zweiachsigen Postwagens. Er wurde herausgeschleudert und starb an einem Schlaganfall.
Kunowski wurde am 29. Dezember 1846 auf dem Friedhof I der Jerusalems- und Neuen Kirche in Berlin beigesetzt. Das Grab ist nicht erhalten.

## Mitgliedschaften
Die Gesellschaft naturforschender Freunde wurde 1773 von Friedrich Heinrich Wilhelm Martini gegründet. Sie hatte monatlich zwei Sitzungen in der Französischen Straße 25 und war auf zwölf Mitglieder beschränkt. Oberstes Ziel war die Förderung der Naturgeschichte. Georg Carl Friedrich Kunowski wurde 1823 von Bode als lebenslanges Ehrenmitglied eingeführt.
Kunowski war bei der Gründung der Gesellschaft für Erdkunde durch den Berliner Professor Carl Ritter am 7. Juni 1828 anwesend. Er hielt aus diesem Anlass einen Vortrag über die Ergebnisse seiner Beobachtungen der Sonnenflecke. Er war zusammen mit seinem Bruder Eduard, dem späteren preußischen General der Infanterie, Mitglied der Gesellschaft.
Seit Oktober 1834 gehörte Kunowski dem 1749 von Pastor Schulthess gegründeten Montagsclub an, der monatlich und mit Gästen einmal pro Quartal in dem angesehenen Englischen Haus in der Mohrenstraße 49 zusammentraf. Eingeführt hatte ihn der mit ihm befreundete Prof. Encke, der dem Montagsclub bereits seit 1826 angehörte.
Dieser Kreis bestand aus einer Mitgliederzahl von 30 bekannten Persönlichkeiten aus der bürgerlichen Bildungselite. Er verfolgte keine politischen Ziele. Stattdessen wurde heitere und unbefangene Konversation gepflegt.
1830 wurde Kunowski Mitglied der Gesetzlosen Gesellschaft zu Berlin, die 1809 mit dem Anspruch gegründet wurde, ohne Statuten und Regelungen auszukommen, abgesehen von Regeln für die Zulassung ihrer Mitglieder. Sie gehörten vorwiegend der aufgeklärten politischen und kulturellen Elite an.
Seit der Gründung des Actienvereins Zoologischer Garten am 1. Dezember 1844 gehörte Georg Carl Friedrich Kunowski vier Monate nach Eröffnung des Tierparks dem Verein an. Er wurde in der ersten Generalversammlung am 2. Juni 1845 in den Vorstand und zum Justiziar des Vereins gewählt.

## Nachwirken
Sein astronomisches Labor wurde aufgelöst. Sein Fernrohr wurde der preußischen Regierung zum Erwerb angeboten. 1847 wurde der Ankauf wegen angeblich leerer Staatskassen abgelehnt. Am 7. Juli 1853 gelang der Verkauf zu einem Preis von 1500 Reichstalern über den zuständigen Minister Karl Otto von Raumer für das physikalische Kabinett der Berliner Universität, dessen Leiter Prof. Dr. Magnus war.
Kunowskis Bruder, der spätere General Eduard von Kunowski war der Witwe des Verstorbenen, Eleonore (1789–1862), bei der praktischen Abwicklung vieler Nachlassangelegenheiten trotz seiner beruflichen Verpflichtungen behilflich. Für die umfangreiche Nachlassordnung stellte sich Kunowskis Neffe Otto Friedrich Leopold von Kunowski (1824–1907), damals erst 23-jährig, gelernter Jurist mit Referendarexamen und späterer Oberlandesgerichtspräsident in Breslau (1887), Wirklicher Geheimer Justizrat und Excellenz (1895), zur Verfügung.
Der Mondkrater Kunowsky ist nach ihm benannt. Ein von ihm entdeckter Marskrater von 67 km Durchmesser – mit den Koordinaten 57,1° N und 9,7° W – wurde von der Internationalen Astronomischen Union 1973 ebenfalls nach ihm benannt.

## Veröffentlichungen
- Beiträge zur Topographie und Naturhistorie der Sudeten. In: Schlesische Provinzialblätter. Jahrgang 1813.
- Der Zobtenberg. daselbst.
- Die Verwaltung des Königstädtischen Theaters in ihrer Beziehung zu dem pens. Hofschauspieler H. L. Bethmann. Berlin 1926.
- Stellungnahme. In: Vossischen Zeitung. Nr. 186 vom 10. August 1824.
- Deutsches Literaturarchiv, Marbach, Briefe Kunowskis an Cotta (Johann Friedrich Cotta von Cottendorf)
- Einige physische Beobachtungen des Mondes, des Saturns, und Mars. Astronomisches Jahrbuch für 1825 (Berlin 1822).